# 克里斯季娜·雷茲佐娃
克里斯季娜·雷茲佐娃（俄语：Кристина Резцова，1996年4月27日—），俄羅斯冬季兩項運動員，她代表俄羅斯奧林匹克委員會隊參加了中國舉行的2022年冬季奧林匹克運動會，並且在混合接力比賽上獲得銅牌。